# Boeckella gracilipes
Boeckella gracilipes is een eenoogkreeftjessoort uit de familie van de Centropagidae. De wetenschappelijke naam van de soort is voor het eerst geldig gepubliceerd in 1901 door Daday.